# Montijo (Spagna)
Montijo (in estremegno Montiju) è un comune spagnolo di 16 267 abitanti situato nella comunità autonoma dell'Estremadura.